# هیدوچ
هیدوچ، شهری در بخش هیدوچ شهرستان سیب و سوران در استان سیستان و بلوچستان ایران است. این شهر، مرکز بخش هیدوچ است.

## جمعیت
بر پایه سرشماری عمومی نفوس و مسکن در سال ۱۳۹۵، جمعیت شهر هیدوچ برابر با ۱٬۶۷۴ نفر (۳۸۳ خانوار) بوده‌است.